# Howick (Ontario)
Howick – gmina (ang. township) w Kanadzie, w prowincji Ontario, w hrabstwie Huron.
Powierzchnia Howick to 287,43 km².
Według danych spisu powszechnego z roku 2001 Howick liczy 3779 mieszkańców (13,15 os./km²).